# 梁珮盈
梁珮盈（英語：Fiona Leung，1974年9月28日—），1998年落選香港小姐，參選時23歲。參選後她加入香港無綫電視成為旗下藝員，並曾於1998年－1999年加入《真情》飾演津津一角，亦曾與姚樂怡、梁雪湄等組成電波少女，不過之後已經不再活躍於電視界。她於2004年與雜誌副總編輯尹光輝結婚。

## 演出作品

### 電視劇（無綫電視）
| 首播           | 劇名 | 角色   |
| 1998年－1999年 | 真情 | 羅生津 |

## 外部連結
- 1998年香港小姐官方網頁
- 東周網：親子天地 - 梁珮盈 設功過簿教反省